# Bidingen
Bidingen ist eine Gemeinde im schwäbischen Landkreis Ostallgäu und ein Mitglied der Verwaltungsgemeinschaft Biessenhofen.

## Geografie

### Lage
Bidingen liegt in der Region Allgäu, im östlichen Landkreis Ostallgäu, im Tal des Hühnerbachs. Die Höhenlage beträgt 718 bis 904 m ü. NHN.

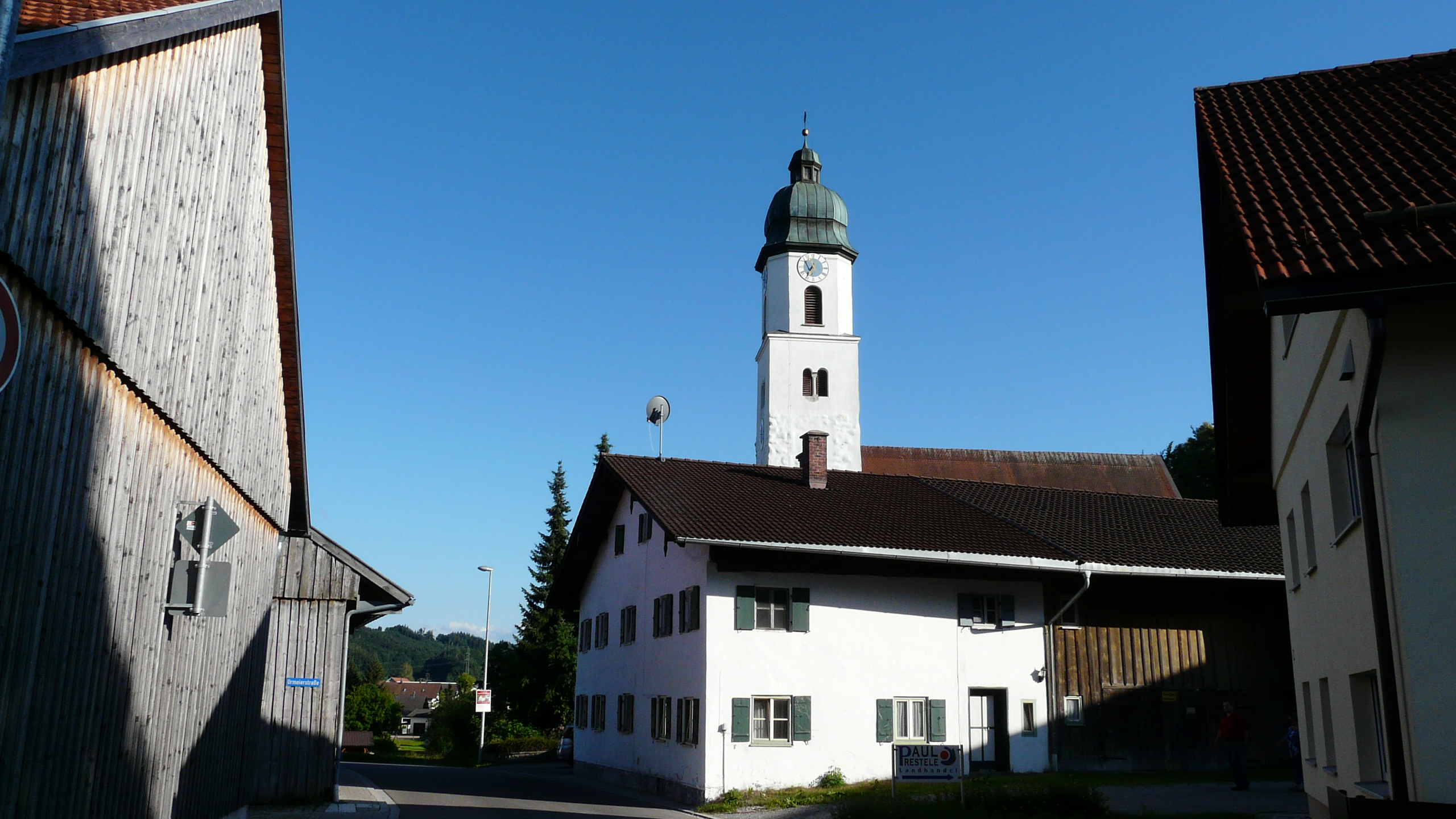
Mesnerhaus und Kirche in Bidingen

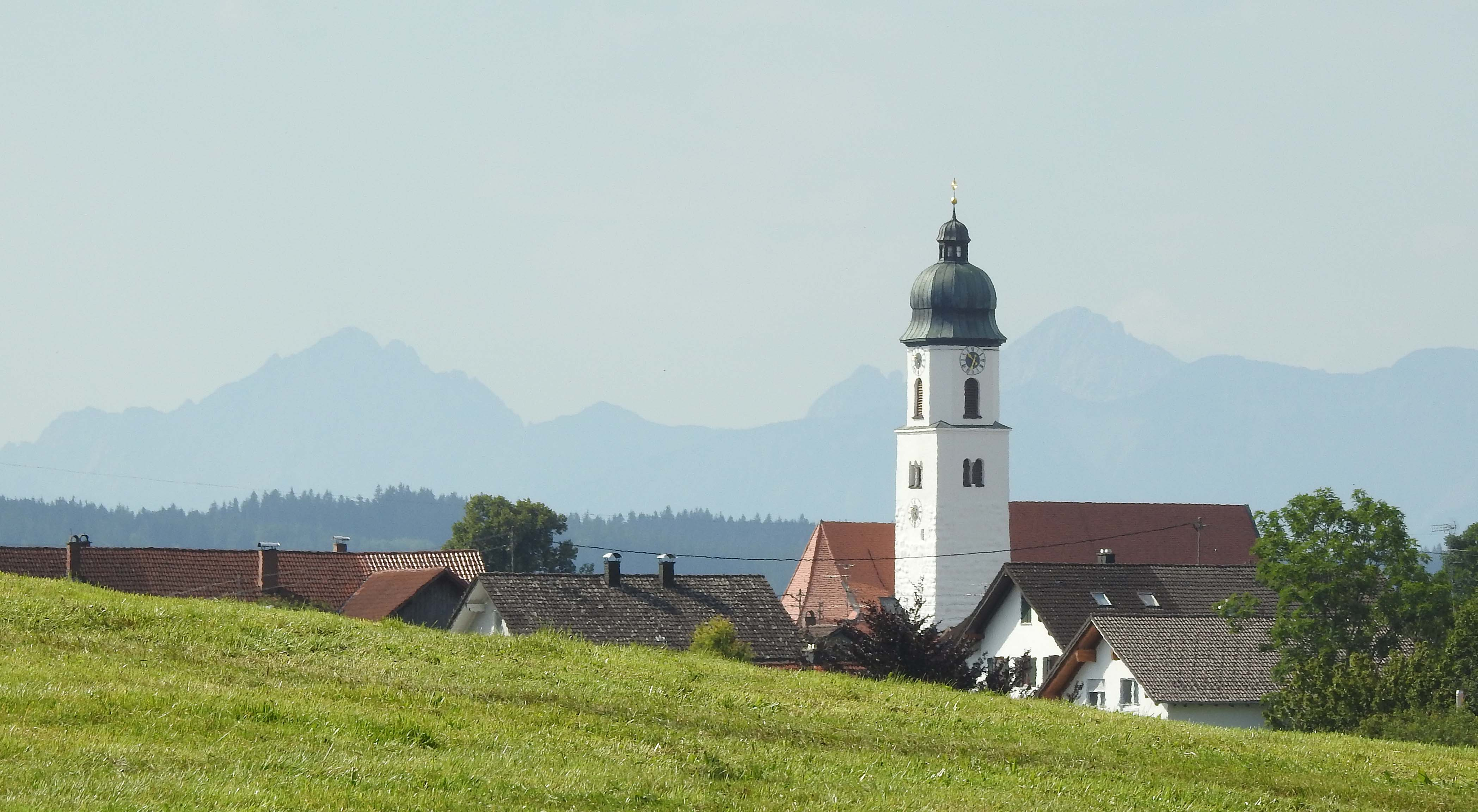
Bidingen von Norden

### Gemarkungen
- Bernbach
- Bidingen

### Gemeindeteile
Es gibt 13 Gemeindeteile (in Klammern ist der Siedlungstyp angegeben; Höhe des Ortes und Einwohnerstand: 2016):
- Bernbach (Kirchdorf) 782 m, 312 E.
- Bidingen (Pfarrdorf), 768 m, 891 E.
- Ebenried (Einöde), 871 m
- Etzlensberg (Einöde), 825 m
- Geblatsried (Weiler), 775 m, 53 E.
- Geislatsried (Kirchdorf), 794 m, 55 E.
- Königsried (Weiler), 842 m
- Korbsee (Einöde), 773 m
- Langweid (Einöde), 766 m
- Ob (Kirchdorf), 777 m, 196 E.
- Ruderatsried (Einöde), 887 m
- Tremmelschwang (Kirchdorf), 754 m, 144 E.
- Weiler (Weiler), 767 m, 14 E.

Daneben gibt es die Einöden Ämbisried, Mooswirth und Zeller, die jedoch keine amtlich benannten Gemeindeteile sind.
Es gibt die Gemarkungen Bernbach und Bidingen.

## Geschichte

### Bis zur Gemeindegründung
Die Sippe eines Alemannen Bido zur Zeit der Landnahme im 6./7. Jahrhundert ist wohl namensgebend. Die älteste Nennung des Ortsnamens um 1150 lautet „Bidigin“. Das Geschlecht der Herren von Bidingen ist von 1256 bis 1341 bezeugt. Bidingen im heutigen Regierungsbezirk Schwaben gehörte zum Hochstift Augsburg, das 1506 die Dorf- und Gerichtsherrschaft in Bidingen erworben hatte. Zuvor war es im 14. und 15. Jahrhundert zu häufigem Wechsel der Grundherren gekommen: das Reichskloster Stöttwang, das Kloster Kempten, die Ritter von Baisweil, die Herren von Schwarzenburg, die Burgberger Linie der Herren von Heimenhofen u. a. Im Bauernkrieg 1525 war ein Hans Badwerker von Bidingen einer der Bauernführer in den Verhandlungen mit dem Hochstift. Im Dreißigjährigen Krieg und durch die Pest 1635 wurde die Bevölkerung von fast 500 auf 200 dezimiert. Doch bereits 1675 zählte der Ort erneut 430 Einwohner. Mit dem Reichsdeputationshauptschluss von 1803 kam der Ort zum Kurfürstentum Bayern. Im Zuge der Verwaltungsreformen im Königreich Bayern entstand mit dem Gemeindeedikt von 1818 die heutige Gemeinde.

### Bernbach
Das 1978 eingemeindete Bernbach hieß von 1875 bis 1912 offiziell "Bärnbach". Die Gemeinde gehörte bis zur Gebietsreform 1972 zum Landkreis Marktoberdorf.

### Eingemeindungen
Am 1. Januar 1978 wurde die Gemeinde Bernbach eingegliedert.

### Einwohnerentwicklung
Bidingen wuchs von 1988 bis 2008 um 286 Einwohner bzw. ca. 20 %. Zwischen 1988 und 2018 wuchs die Gemeinde von 1415 auf 1756 um 341 Einwohner bzw. um 24,1 %.
| Jahr | Einwohner |
| ---- | --------- |
| 1840 | 1160      |
| 1900 | 1350      |
| 1939 | 1268      |
| 1950 | 2003      |
| 1961 | 1514      |
| 1970 | 1477      |
| 1987 | 1383      |
| 1991 | 1437      |

| Jahr | Einwohner |
| ---- | --------- |
| 1995 | 1539      |
| 2000 | 1636      |
| 2002 | 1667      |
| 2004 | 1687      |
| 2005 | 1704      |
| 2006 | 1693      |
| 2007 | 1698      |
| 2008 | 1701      |

| Jahr | Einwohner |
| ---- | --------- |
| 2009 | 1687      |
| 2010 | 1668      |
| 2011 | 1644      |
| 2012 | 1640      |
| 2013 | 1620      |
| 2014 | 1613      |
| 2015 | 1644      |
| 2016 | 1702      |

| Jahr | Einwohner |
| ---- | --------- |
| 2017 | 1712      |
| 2018 | 1756      |
| 2019 | 1786      |
| 2020 | 1814      |

Quelle: BayLSt

## Politik

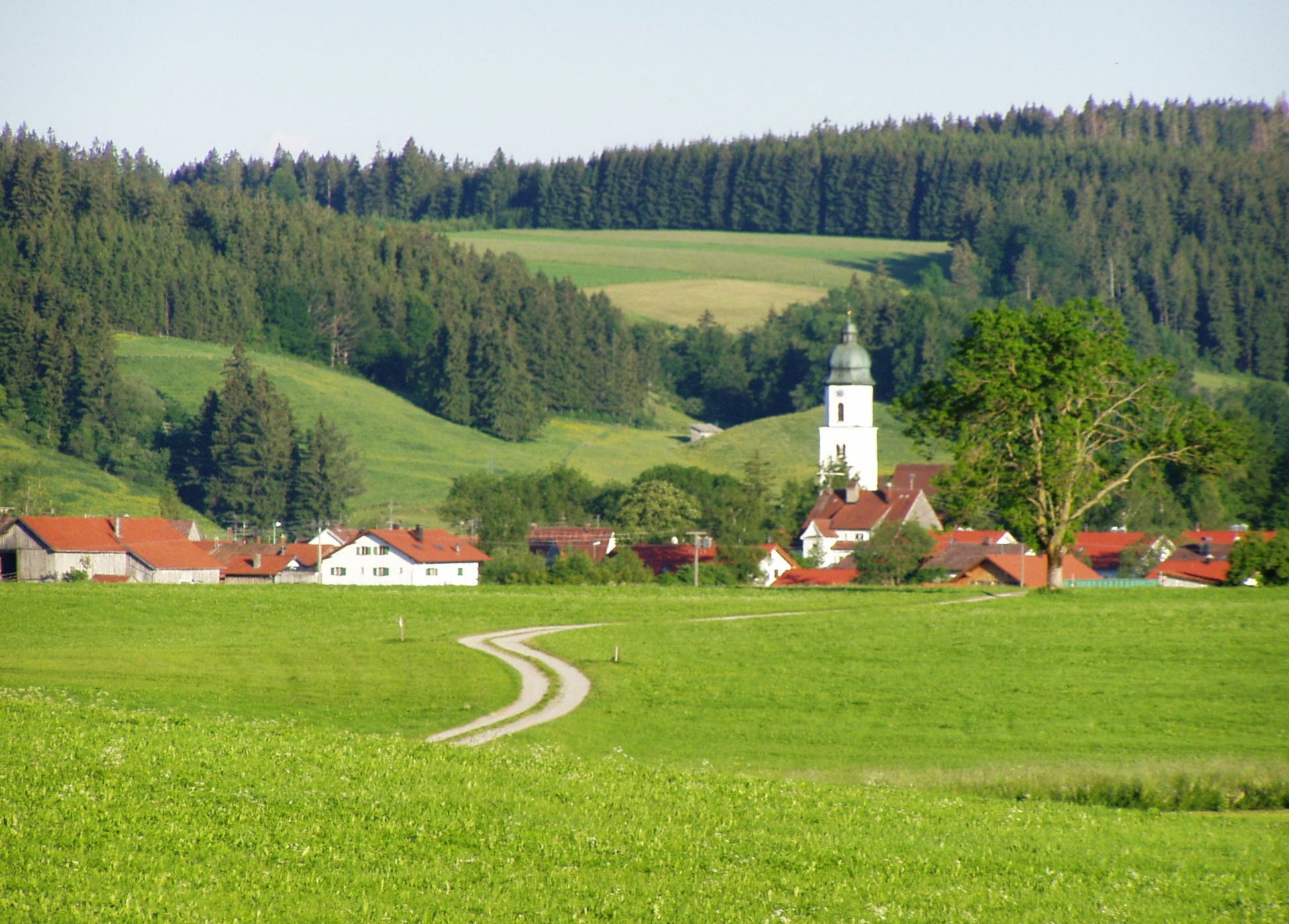
Bidingen von Nordwesten

### Bürgermeister
Bürgermeister ist seit 2. Juni 2008 Franz Martin (Wählergemeinschaft Bernbach/Dorfgemeinschaft).

### Wappen
| Wappen von Bidingen | Blasonierung: „In Rot drei gebogene silberne Flankenleisten.“ |
| Wappen von Bidingen | Wappenbegründung: Die Gemeinde besteht aus den ehemals selbstständigen Gemeinden Bernbach und Bidingen. Die drei gebogenen silbernen Flankenleisten sind dem Wappen der Herren von Bidingen entnommen, die von 1256 bis 1341 bezeugt sind. Da die Farben ihres Wappens nicht überliefert sind, wählte man für das Gemeindewappen die Farben Rot und Silber des Hochstifts Augsburg, das 1506 die Dorf- und Gerichtsherrschaft in Bidingen erwarb. Um 1220 besaß es bereits die Patronatsrechte für die Pfarrkirche. Der Ort gehörte bis zur Säkularisation 1803 zum Hochstift Augsburg. |

## Wirtschaft und Infrastruktur

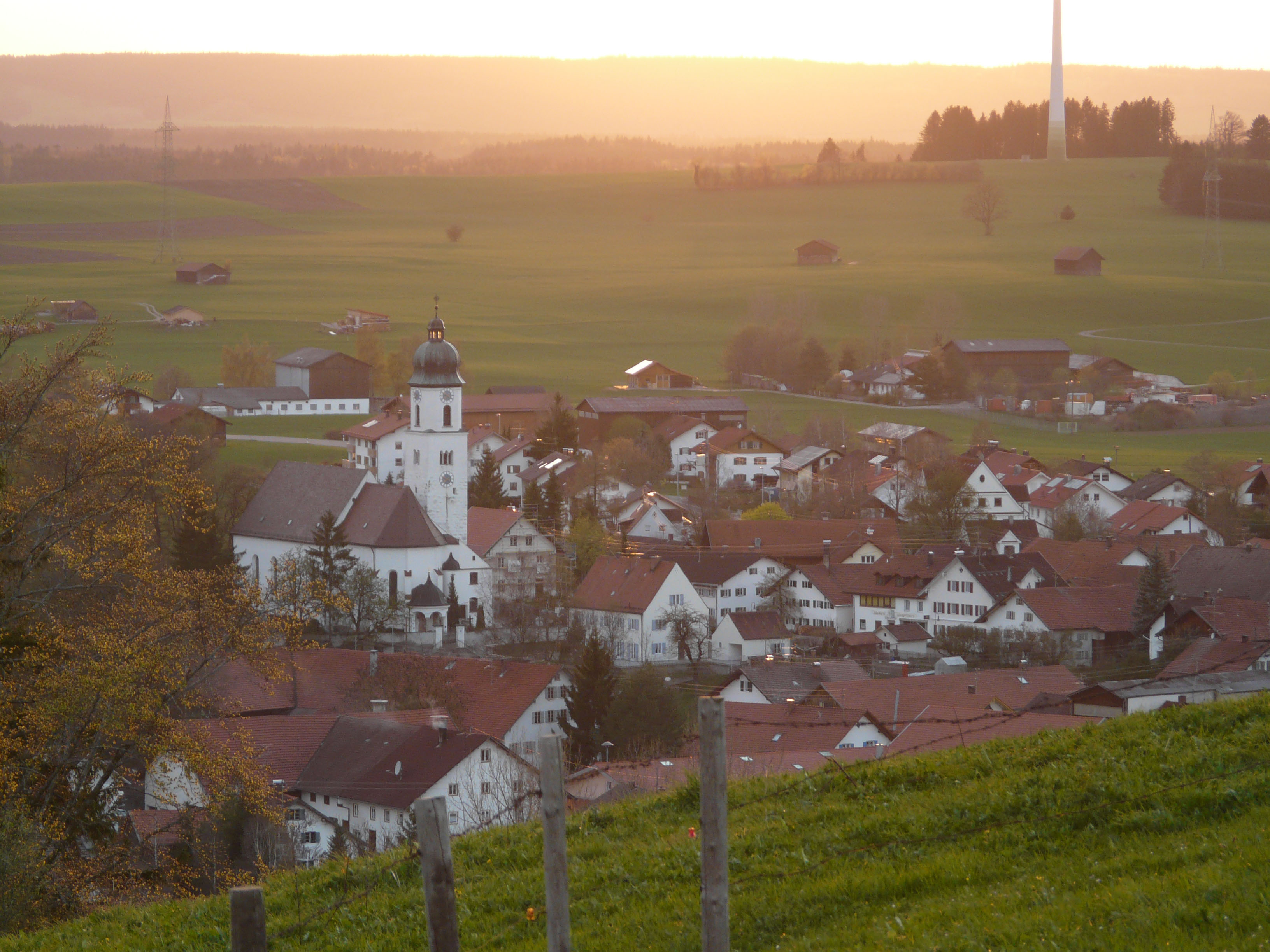
Bidingen von Südosten

### Wirtschaft einschließlich Land- und Forstwirtschaft
Es gab 2017 insgesamt 129 sozialversicherungspflichtig Beschäftigte am Arbeitsort und 720 Beschäftigte mit Wohnsitz in der Gemeinde. Der Auspendler-Überschuss betrug damit 591 Personen. 2016 bestanden 55 landwirtschaftliche Betriebe, landwirtschaftlich genutzt wurden 1930 Hektar (ha), davon waren 188 ha Ackerfläche und 1742 ha Dauergrünfläche.

### Energie
Mithilfe von Windkraft in kommunalem Eigentum generiert die Kommune Einnahmen, um damit Schulden abzubauen.

### Wasserversorgung
Seit 2018 erhält die Gemeinde ihr Trinkwasser durch die sog. Quelle Rappental südlich des Ortsteils Bernbach, die bis dahin nur diesen Ortsteil versorgte. Das Wasserschutzgebiet umfasst ca. 58 ha. Die früheren Brunnenstandorte Geislatsried und Ob mussten u. a. wegen des Ausbaus der B 472 aufgegeben werden. Ein Notverbund besteht mit der benachbarten Gennach-Hühnerbach-Gruppe.

### Bildung
Es gab 2018 folgende Einrichtungen:
- Kindertageseinrichtungen: zwei mit 56 Plätzen und 40 Kindern
- Volksschule: eine mit vier Klassen und 72 Schülern

## Vereine
Zum Vereinsleben gehören u. a. der Eishockeyverein Eistiger Bidingen, die Musikkapelle Bidingen und der Pfeifenclub Bidingen.

## Persönlichkeiten
- Richard Dertsch (1894–1981), Historiker und Archivar, wurde im Ortsteil Ob geboren.
- Martin Roth (1914–2003), SS-Hauptscharführer und Leiter des Krematoriums im KZ Mauthausen